# Ernst Linder
Ernst Linder (ur. 25 kwietnia 1868 w Pohja, zm. 14 września 1943 w Sztokholmie) – szwedzki i fiński wojskowy (generał), dowodzący grupami bojowymi podczas fińskiej wojny domowej w latach 1918–1919, mistrz olimpijski, dowódca Szwedzkiego Korpusu Ochotniczego, a następnie komendant odcinka frontu w rejonie gminy Salla na pocz. 1940 podczas wojny zimowej 1939–1940.

## Życiorys
Ernst Linder urodził się w fińskim mieście Pohja. Pochodził ze szwedzkiej rodziny. Od 1887 służył w szwedzkiej armii. W 1889 zdał egzamin oficerski, zaś w 1894 ukończył korpus kadetów w Sztokholmie. W 1918 wstąpił ochotniczo do armii fińskiej. Uczestniczył w fińskiej wojnie domowej pomiędzy białymi i komunistami. Został w stopniu generała majora dowódcą Grupy Bojowej "Stakunta", Grupy Bojowej „Linder”, a następnie Grupy Bojowej „Savo”, które działały na odcinku od Zatoki Botnickiej do Näsijärvi. Poznał wówczas gen. Carla Gustafa Mannerheima, z którym się zaprzyjaźnił. Od grudnia 1918 do 1919 pełnił funkcję inspektora kawalerii. W 1920 powrócił do Szwecji, gdzie przeniesiono go do rezerwy. W 1924 uczestniczył w letnich igrzyskach olimpijskich w Paryżu w składzie szwedzkiego zespołu jeździeckiego, zdobywając złoty medal. W 1927 awansowano go na generała majora rezerwy. W 1938 został mianowany generałem rezerwy w fińskiej armii. Podczas wojny zimowej pomiędzy ZSRR i Finlandią od 6 stycznia do 27 lutego 1940 roku dowodził Szwedzkim Korpusem Ochotniczym, w skład którego – oprócz szwedzkich ochotników – wchodzili też Norwegowie i Duńczycy. Korpus działał w rejonie gminy Salla. 28 lutego gen. E. Linder został przez marsz. C. G. Mannerheima mianowany generałem kawalerii armii fińskiej. Do końca kwietnia stał na czele odcinka frontu w okolicy Salla. Następnie powrócił do Szwecji.